# Isla Parasol
La isla Parasol (en francés: ile Parasol; en inglés: Parasol Island) es una isla de 8 hectáreas en el atolón de Peros Banhos en el archipiélago de Chagos. Es parte de la reserva natural estricta Peros Banhos y ha sido identificada como un Área Importante para las Aves por la organización BirdLife International por su importancia como sitio de cría para las golondrinas de mar Onychoprion fuscatus, de los que 14.000 parejas se registraron en una investigación de 2004.